# Ulexit
Ulexit ("TV-stenen"), även kallat boronatrokalcit eller borkalk, bestående av borathydroxid av natrium och kalcium, med den kemiska NaCa[B5O6(OH)6]·5H2O, är ett vattenhaltigt mineral som utgörs av genomskinliga trådar av kristaller. TV-stenar är ulexit där dessa fibrer är parallella. Stenen beter sig då optiskt som ett knippe fiberoptik. Ulexit fick sitt namn efter den tyske kemisten Georg Ludwig Ulex (1811–1883), som först upptäckte den.

## Förekomst
Ulexit finns i evaporitavlagringar och den utfällda ulexiten bildar vanligen en "bomullsboll" av nålformade kristaller. Ulexit finns ofta i samband med kolemanit, borax, meyerhofferit, hydroboracit, probertit, glauberit, trona, mirabilit, kalcit, gips och halit. Det förekommer i Kordiljärerna i Peru, Chile, Bolivia och Argentina, i uttorkade sjöar i ökentrakterna samt i Kalifornien och Nevada. Ulexit är ett viktigt råmaterial för framställning av borföreningar.

## Historik
Ulexit har erkänts som ett giltigt mineral sedan 1840, efter att George Ludwig Ulex, som mineralet döptes efter, tillhandahållit den första kemiska analysen av mineralet.
År 1857 upptäckte Henry How, professor vid King's College i Windsor, boratmineraler i gipsavlagringarna i Nova Scotia i nedre karbonavdunstningsavlagringar i de atlantiska provinserna i Kanada där han noterade närvaron av ett fibröst borat som han kallade natro-boro-kalcit, som faktiskt var ulexit (Papezik och Fong, 1975).
Murdoch undersökte kristallografin av ulexit 1940. Kristallografin omarbetades 1959 av Clark och Christ och deras studie gav också den första pulverröntgendiffraktionsanalysen av ulexit. År 1963 förklarades ulexits anmärkningsvärda fiberoptiska egenskaper av Weichel-Moore och Potter. Deras studie visade på förekomsten av mineralstrukturer som uppvisar tekniskt nödvändiga egenskaper. Slutligen beskrev Clark och Appleman strukturen av ulexit korrekt 1964.

## Kemi
Ulexit är ett boratmineral eftersom dess formel (NaCaB5O6(OH)6·5H2O) innehåller bor och syre. Den isolerade boratpolyanjonen [B5O6(OH)6]3− har fem boratomer och placerar därför ulexit i pentaboratgruppen.
Ulexit är ett strukturellt komplext mineral, med en grundläggande struktur som innehåller kedjor av natrium, vatten och oktaedrar. Kedjorna är sammanlänkade av kalcium, vatten, hydroxid och syrepolyedrar och massiva borenheter. Borenheterna har formeln [B5O6(OH)6]3– och en laddning på -3. De är sammansatta av tre borattetraedrar och två borattriangulära grupper.

## Morfologi
Ulexit bildar vanligtvis små, rundade massor som liknar ”bomullsbollar”. Kristaller är sällsynta men kan bilda fibrösa, långsträckta kristaller antingen orienterade parallellt eller radiellt med varandra. Kristaller kan också vara nålformade (Anthony et al., 2005). Punktgruppen för ulexit är 1, vilket betyder att kristallerna visar väldigt lite symmetri då det inte finns några rotationsaxlar eller spegelplan. Ulexit är mycket långsträckt längs [001]. Det vanligaste tvillingplanet är (010). Ulexit som samlats in från gipsbrottet i Flat Bay i Newfoundland uppvisar "bomullsbollar" av nålformade kristaller med ett nästan kvadratiskt tvärsnitt bildat av den lika stora utvecklingen av två pinacoider. Kristallerna är cirka 1–3 μm tjocka och 50–80 μm långa, arrangerade i löst packade, slumpmässigt orienterade överlappande buntar (Papezik och Fong, 1975). I allmänhet har kristallerna sex till åtta ytor med tre till sex terminalytor (Murdoch, 1940).

## Struktur
Ulexitkristaller innehåller tre strukturella grupper, isolerade pentaboratpolyanjoner, kalciumkoordinerade polyedrar och natriumkoordinerade oktaedrar som är sammanfogade och tvärbundna genom vätebindning. Ca-koordinationspolyedrarna delar kanter för att bilda kedjor som är separata från de Na-koordinerade oktaedriska kedjorna. Det finns 16 distinkta vätebindningar som har ett medelavstånd på 2,84 Å. Bor är koordinerat till fyra syreämnen i ett tetraedrararrangemang och även till tre syreämnen i ett triangulärt arrangemang med medelavstånd på 1,48 respektive 1,37 Å. Varje Ca2+ katjon är omgiven av en polyeder med åtta syreatomer. Det genomsnittliga avståndet mellan kalcium och syre är 2,48 Å. Varje Na+ koordineras av en oktaeder av två hydroxylsyror och fyra vattenmolekyler, med ett medelavstånd på 2,42 Å (Clark och Appleman 1964). De oktaedriska och polyedriska kedjorna parallella med c, den långsträckta riktningen, orsakar den fibrösa formen hos ulexit och de fiberoptiska egenskaperna.